# Quilla (nàutica)

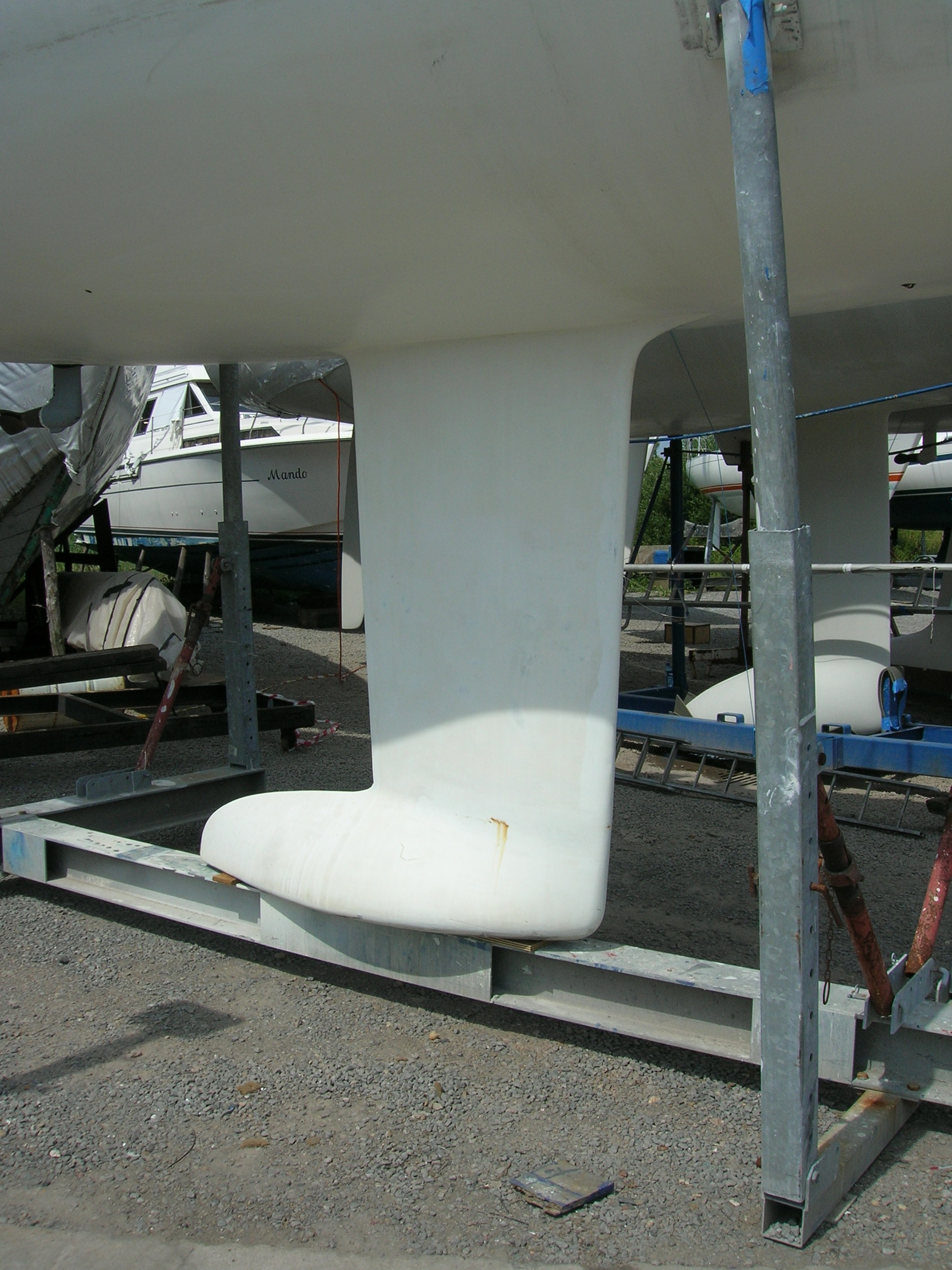
Quilla d'un vaixell de vela, varat a sec

La carena (més tradicional) o la quilla és una peça longitudinal de fusta o acer (segons el tipus de construcció) des d'on neixen les quadernes (costelles). A l'extrem de proa s'uneix a la roda i al codast a la popa. És la peça més important de l'estructura sobre la qual es construeix un vaixell. La quilla és al vaixell el que la columna vertebral és a l'esquelet. En embarcacions de gran port la quilla consta d'una quilla plana (on la part superior és el pla de referència o de construcció) i una altra part vertical. També hi ha vaixells de doble quilla en aquest cas entre ambdues es construeix un túnel de canonades. En les embarcacions de vela la quilla té a més a més la finalitat d'afegir pes a la part baixa (llast) a l'embarcació per compensar l'acció del vent sobre les veles. Cal fer notar, però, que no totes les embarcacions tenen quilla.
En la construcció tradicional de fusta, la quilla presenta la gresa ("groove"  o "rabbet"en anglès). Un rebaix que permet l'allotjament d'algunes peces del folre.

## Etimologia
La paraula quilla prové de l'anglès antic o cēol, o del noruec antic kjóll que significava vaixell. Alguns experts consideren que va ser la primera paraula en anglès a aparèixer escrita en un text en llatí escrit per Gildas el segle VI: De Excidio et Conquestu Britanniae, amb l'escriptura de cyulae en referència als 3 vaixells en els quals els saxons desembarcaren per primer cop.

## Galeria

Forces de la quilla i el vent
Esquema quilla i estabilitat
Esquema de quilla plana abatible ("orsa")
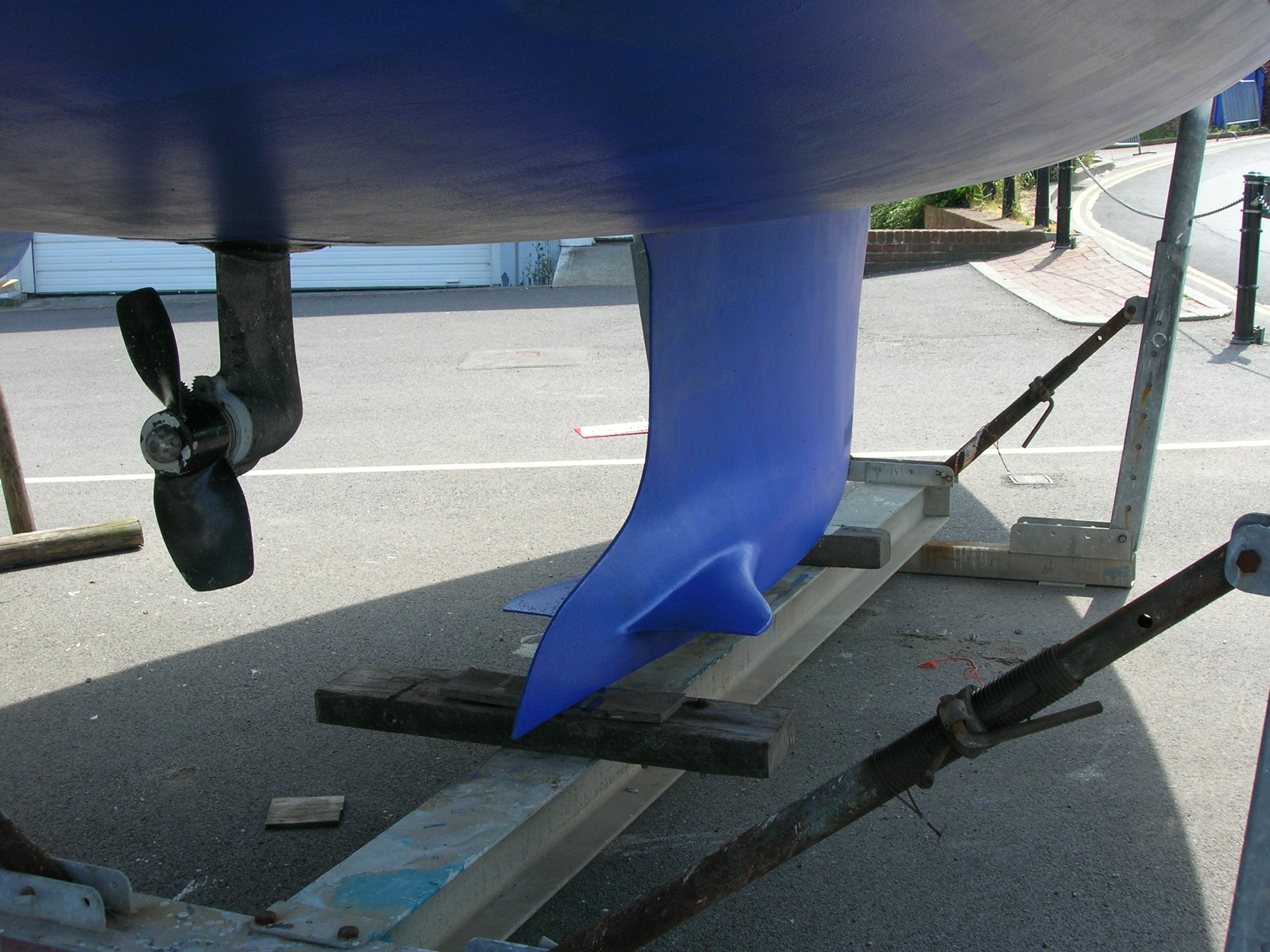
Detall de quilla d'aletes
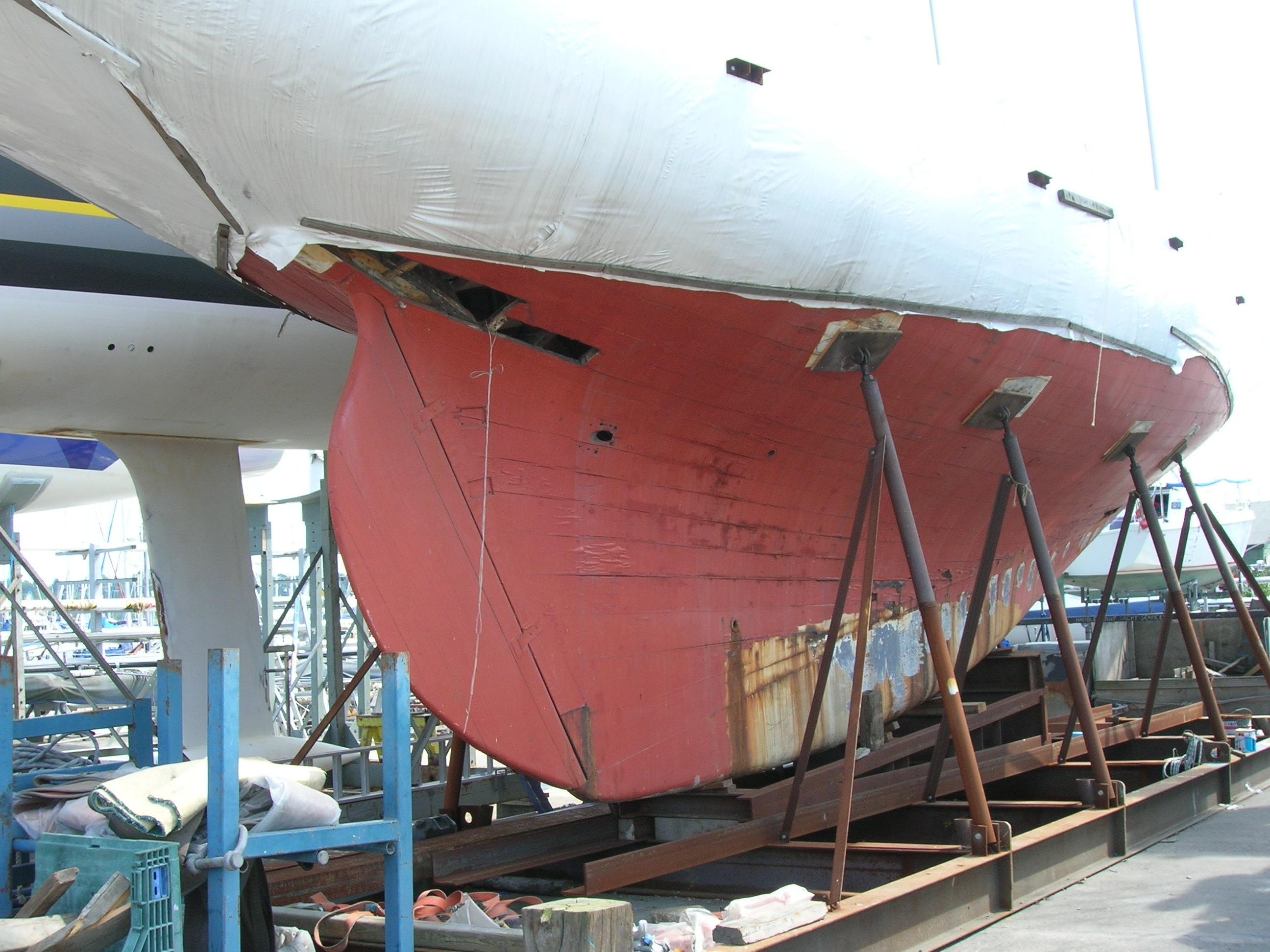
Detall de quilla correguda
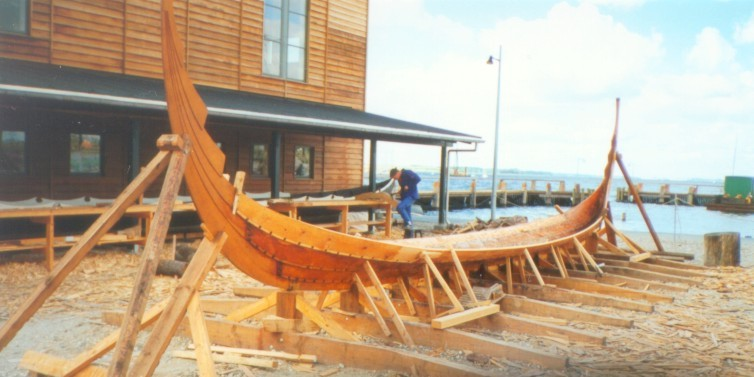
Quilla de drakar viking amb les primeres filades del folre
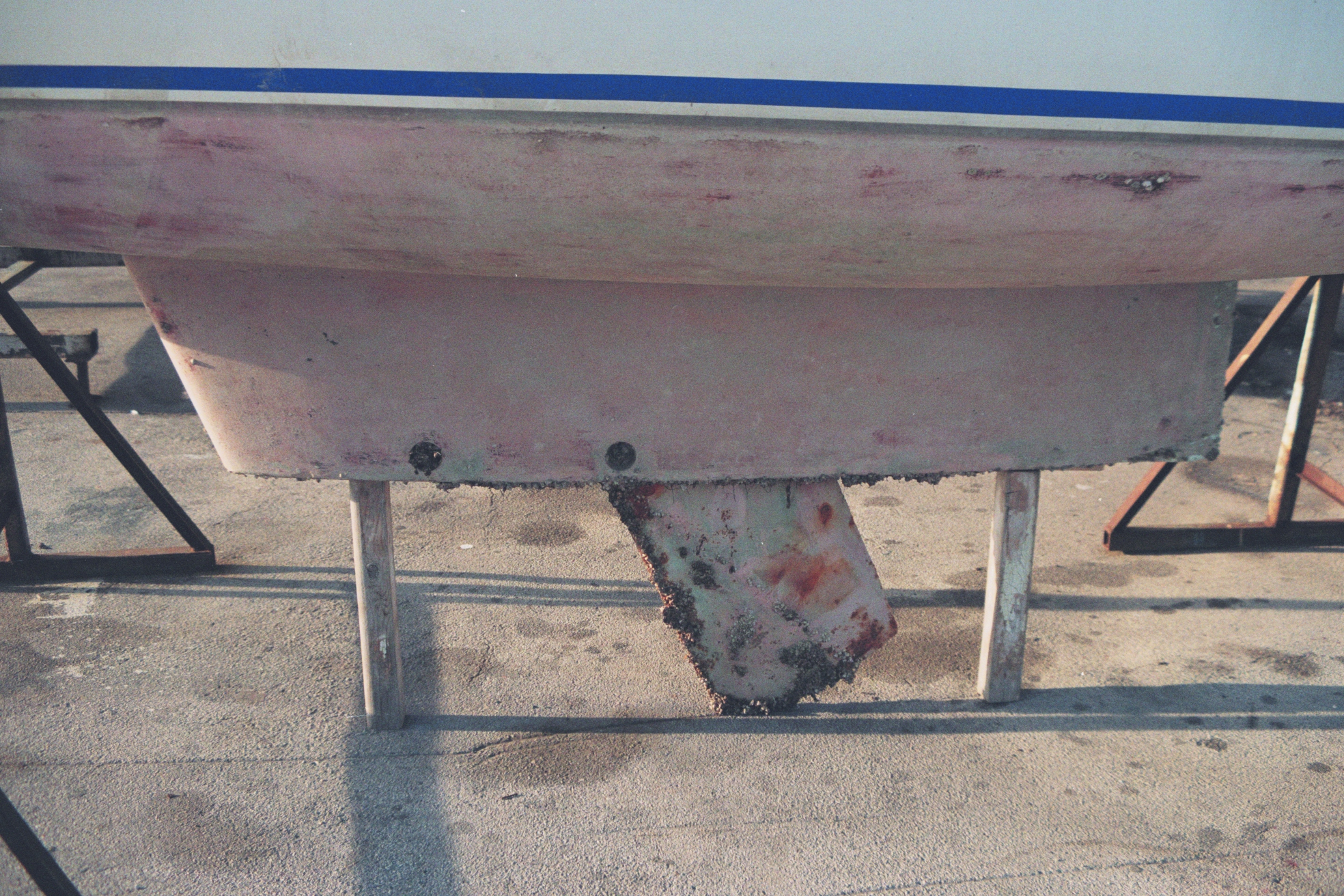
Quilla amb orsa abatible
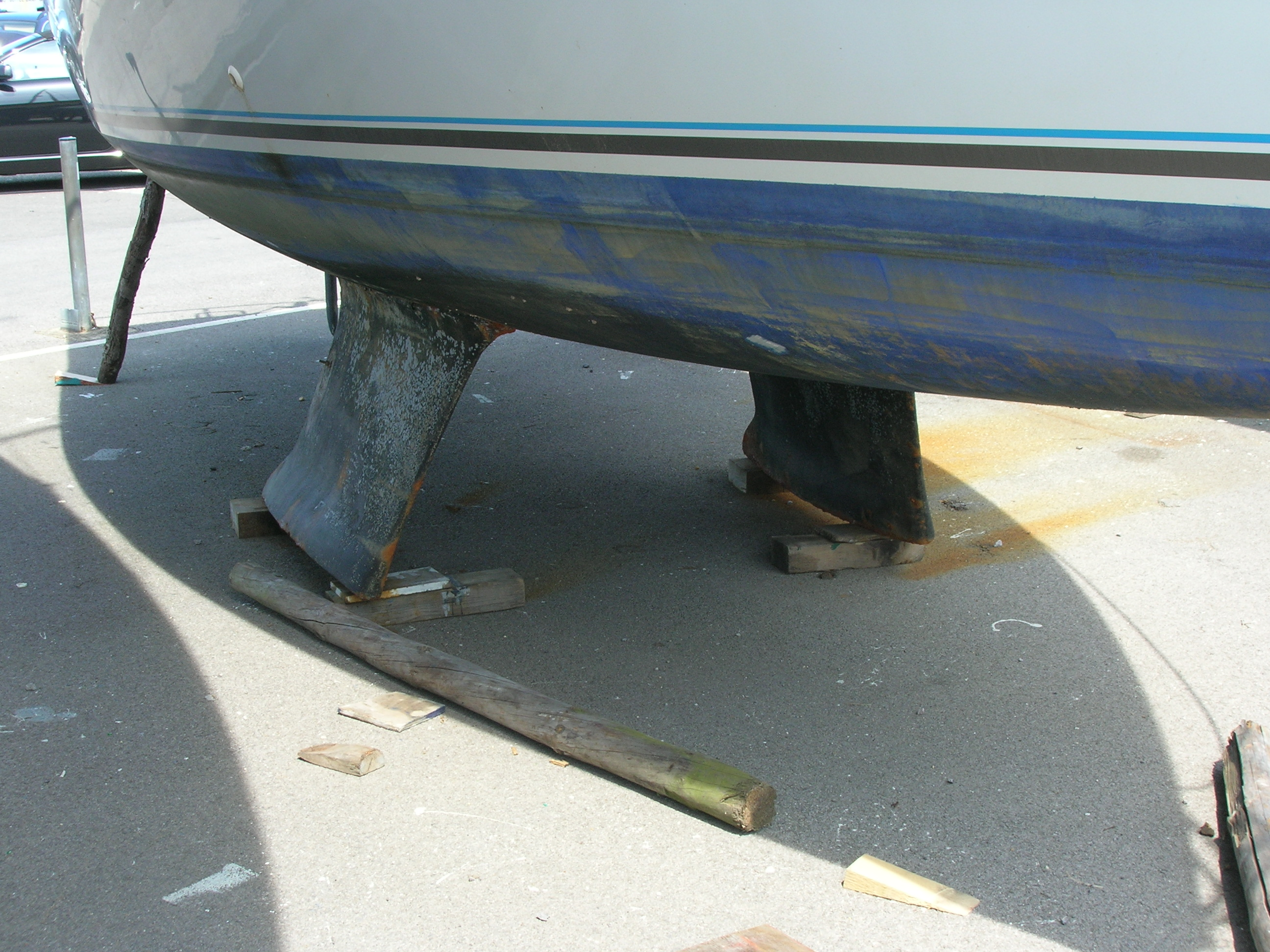
Quilles bessones
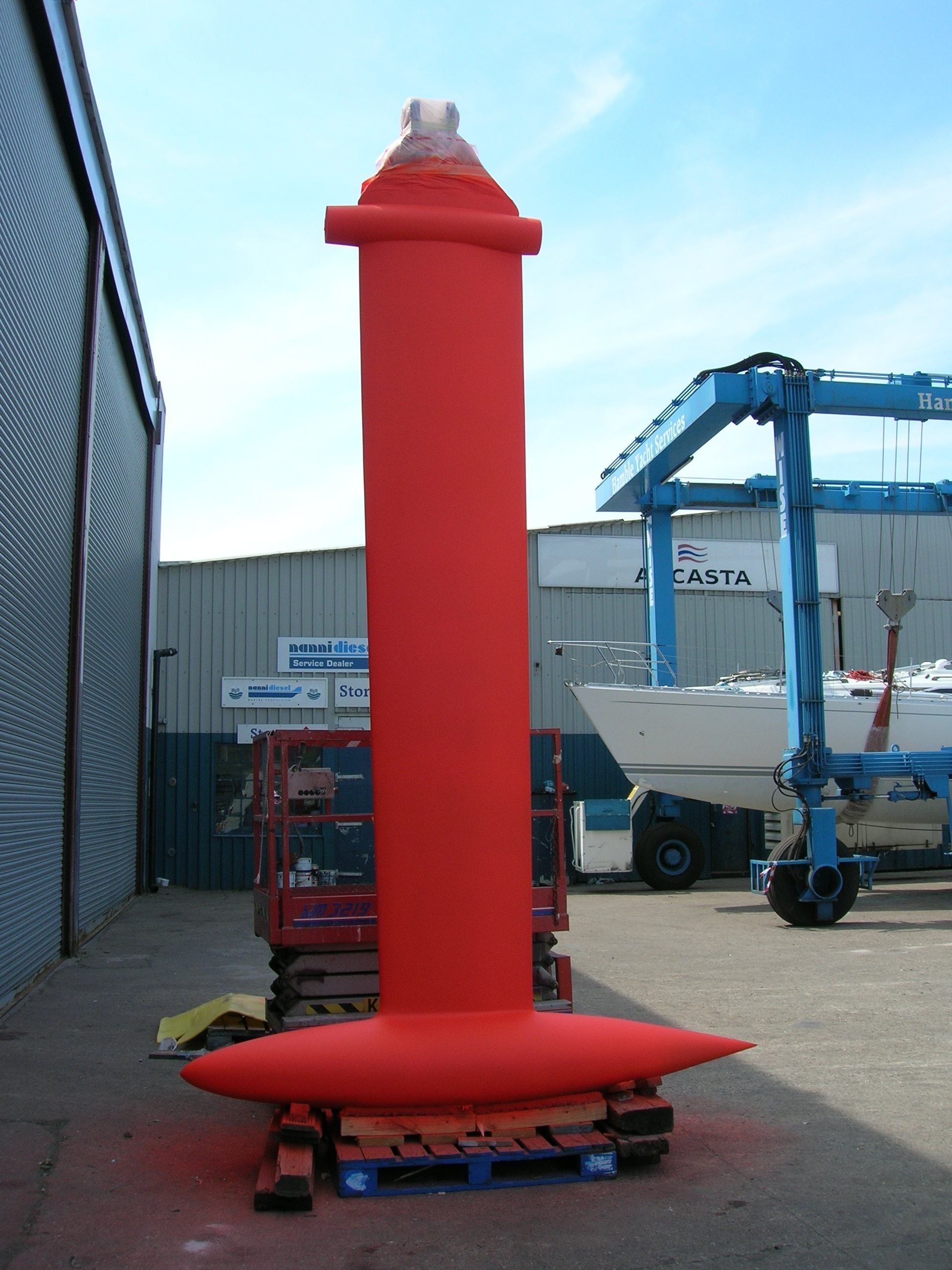
Quilla de bulb desmuntada
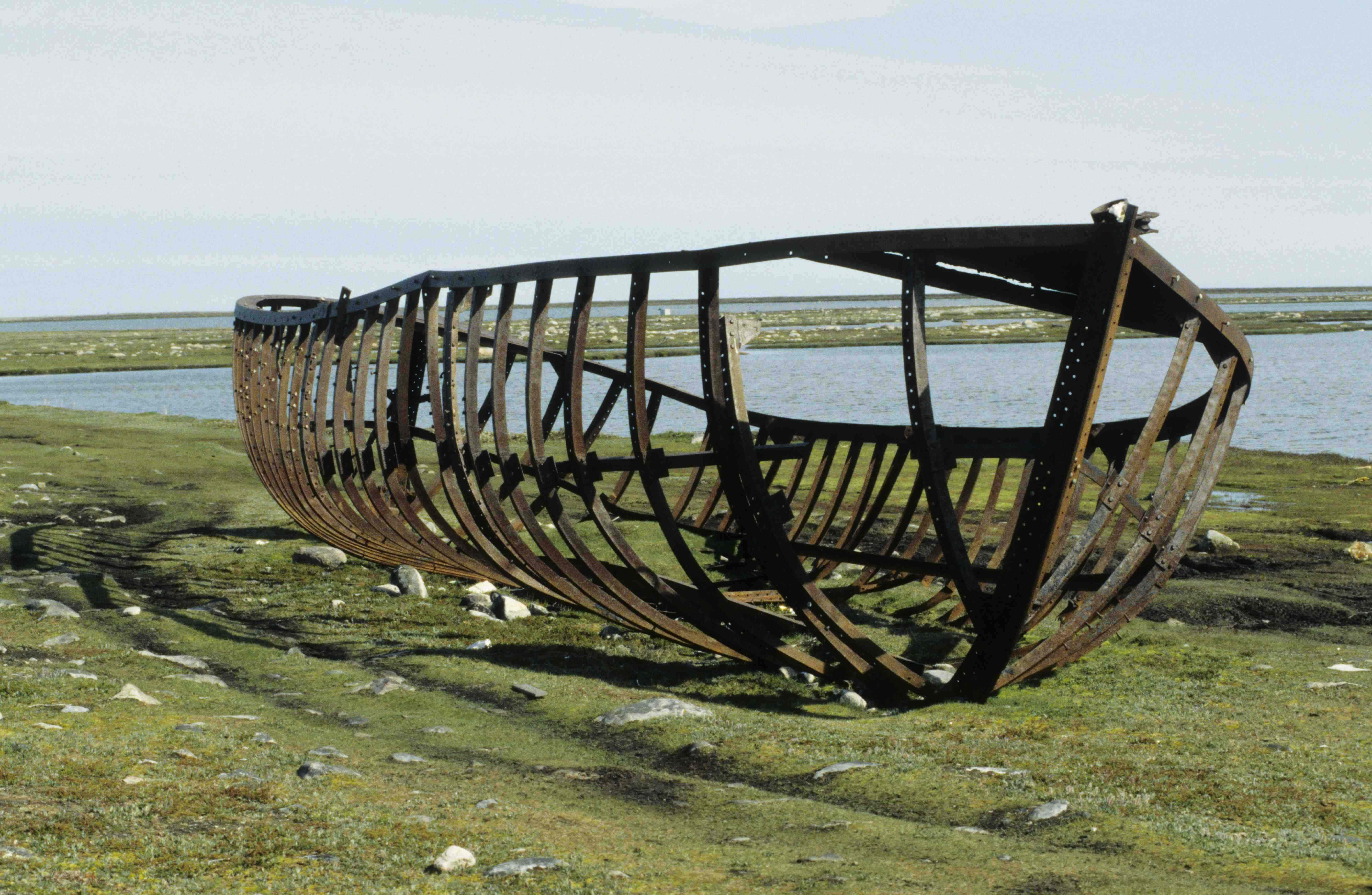
Estructura de ferro d'un vaixell (sobre la quilla)